# Lutjanus adetii
Lutjanus adetii là một loài cá biển thuộc chi Lutjanus trong họ Cá hồng. Loài này được mô tả lần đầu tiên vào năm 1873.

## Từ nguyên
Từ định danh được đặt theo tên của "ông Adet", một thương gia người Pháp ở Nouméa, người đã thu thập tất cả các mẫu cá mà Castelnau đã nghiên cứu trong thời gian ở đó, bao gồm cả loài cá này.

## Phân bố và môi trường sống
L. adetii có phân bố ở Tây Nam Thái Bình Dương, chỉ giới hạn ở phía đông Papua New Guinea, bờ đông Úc (từ rạn san hô Great Barrier đến Sydney) và Nouvelle-Calédonie (gồm cả quần đảo Chesterfield).
L. adetii sinh sống trên các rạn san hô, được tìm thấy ở độ sâu đến ít nhất là 40 m.

## Mô tả
Chiều dài cơ thể lớn nhất được ghi nhận ở L. adetii là 50 cm, thường bắt gặp với chiều dài trung bình khoảng 30 cm. Lưng và thân trên màu nâu ô liu, thân dưới và bụng màu trắng hồng. Có một sọc dày màu vàng đến nâu vàng dọc hai bên lườn. Mắt được bao quanh bởi viền vàng hoặc cam.
Số gai ở vây lưng: 10; Số tia vây ở vây lưng: 14; Số gai ở vây hậu môn: 3; Số tia vây ở vây hậu môn: 8; Số tia vây ở vây ngực: 17.
L. adetii nằm trong nhóm phức hợp cá hồng sọc vàng với 6 loài khác, là Lutjanus lutjanus, Lutjanus madras, Lutjanus mizenkoi, Lutjanus ophuysenii, Lutjanus vitta và Lutjanus xanthopinnis.

## Sinh thái
L. adetii có khi hợp thành những đàn lớn và bơi quanh mỏm đá vào ban ngày. Vào ban đêm, chúng tách đàn và bơi đi kiếm ăn. Thức ăn của L. adetii có thể bao gồm cá nhỏ hơn và động vật giáp xác.
Ở Nouvelle-Calédonie, L. adetii sinh sản trong suốt từ tháng 8 đến tháng 2 năm sau (cuối mùa đông đến giữa mùa hè), nhưng đỉnh điểm là từ tháng 11 đến tháng 1 (giữa mùa xuân đến đầu hè). Cũng tại đây, L. adetii có độ tuổi lớn nhất được ghi nhận là 40 năm. Còn ở rạn san hô Great Barrier, số tuổi cao nhất được ghi nhận là 24 năm.

## Giá trị
L. adetii được đánh giá là cá thực phẩm có thịt ngon, thường được bán ở dạng tươi sống, và cũng là mục tiêu nhắm đến của giới câu cá giải trí.